# Станківська сільська рада
Станківська сільська рада — орган місцевого самоврядування у Стрийському районі Львівської області. Адміністративний центр — село Станків.

## Населені пункти
Сільській раді підпорядковані населені пункти:
- с. Станків
- с. Довге
- с. Пила
- с. Фалиш

## Склад ради
Рада складається з 18 депутатів та голови.

### Керівний склад попередніх скликань
| ПІБ                         | Основні відомості                                                                                       | Дата обрання | Дата звільнення |
| --------------------------- | --- | ------------ | --------------- |
| Грицак Михайло              | Сільський голова                                                                                        | 1940         | 1941            |
| Грицак Михайло              | Сільський голова                                                                                        | 1944         | 1947            |
| Огородник Костянтин         | Сільський голова                                                                                        | 1947         | 1951            |
|                             | Сільський голова                                                                                        | 1951         | 1955            |
| Павлій Василь               | Сільський голова                                                                                        | 1955         | 1959            |
| Прихідний Іван              | Сільський голова                                                                                        | 1959         | 1963            |
| Прихідний Іван              | Сільський голова                                                                                        | 1963         | 1967            |
| Прихідний Іван              | Сільський голова                                                                                        | 1967         | 1971            |
| Сойка Теодор                | Сільський голова                                                                                        | 1971         | 1975            |
| Шафран Антон                | Сільський голова                                                                                        | 1975         | 1980            |
| Дунець Ярослав              | Сільський голова                                                                                        | 1980         | 1985            |
| Данилко Богдан              | Сільський голова                                                                                        | 1985         | 1990            |
| Янко Віктор                 | Сільський голова                                                                                        | 1990         | 1994            |
| Мечержак Зеновій            | Сільський голова                                                                                        | 1994         | 1998            |
| Мечержак Зеновій            | Сільський голова                                                                                        | 1998         | 2001            |
| Гуда Іван                   | Сільський голова                                                                                        | 2002         | 26.03.2006      |
| Гусак Зеновія Володимирівна | Сільський голова, 1966 року народження, освіта середня загальна, позапартійна                           | 26.03.2006   | 31.10.2010      |
| Гусак Зеновія Володимирівна | Сільський голова, 1966 року народження, освіта середня загальна, Всеукраїнське об'єднання «Батьківщина» | 31.10.2010   |                 |

Примітка: таблиця складена за даними джерела